# Rue Jarry (Paris)
Pour les articles homonymes, voir Rue Jarry.
La rue Jarry est une voie du 10e arrondissement de Paris, en France.

## Situation et accès
Située dans l'ouest du 10e arrondissement de Paris (quartier de la Porte-Saint-Denis), entre le 67 du boulevard de Strasbourg et le 90 de la rue du Faubourg-Saint-Denis, la rue est d'une longueur de 95 mètres.
Cette rue est desservie par les arrêts Château d'Eau, Gare de l'Est et Poissonière.

## Origine du nom

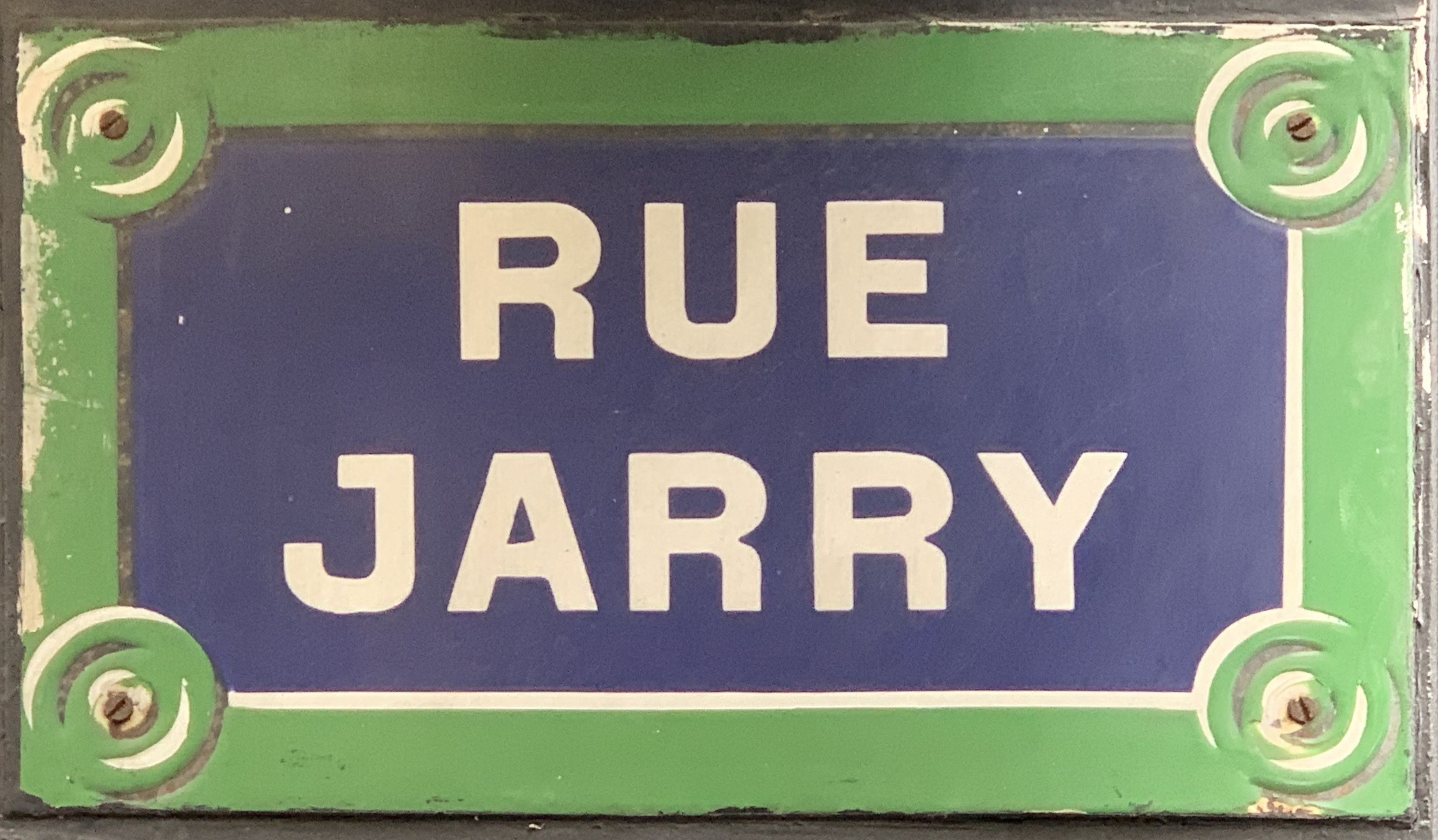
Plaque de la rue.

Elle porte le nom du calligraphe Nicolas Jarry.

## Historique
Le plus ancien nom de la voie est « passage Neveu ». Par un arrêté du 1er février 1877, la rue prend le nom de « cité Jarry » puis « rue Jarry » le 9 juin 1931.

## Bâtiments remarquables et lieux de mémoire
- no 11 : emplacement du bordel « Chez Alice » qui était un établissement réservé à la troupe durant l'Occupation[1].